# Power chord

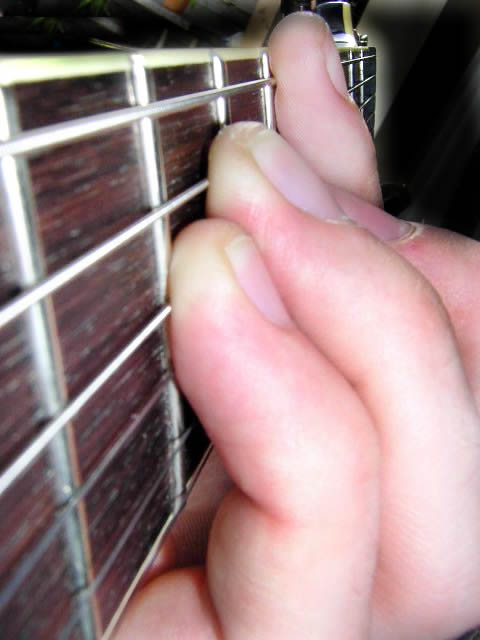
Exemple de power chord

Le power chord — terme anglais signifiant littéralement « accord de puissance » — est un accord simple généralement pratiqué à la guitare. Il est uniquement composé de la fondamentale — éventuellement doublée à l'octave — et de la quinte.
Le power chord est, de façon plus précise, un intervalle qui a la fonction diatonique d'un accord majeur ou mineur. Il est toujours composé de deux hauteurs de notes — ou de trois si la première est doublée à l'octave supérieure. Il comprend le plus souvent deux hauteurs distinctes distantes d'une quinte ou de son inversion, la quarte. On rencontre de ce fait souvent la notation C5 pour l'accord do en power chord.

## Description
Harmoniquement, il s'agit de l'accord le plus pauvre (stricto sensu, un accord comporte d'ailleurs un minimum de trois notes, un power chord est donc plutôt un intervalle); mais cette pauvreté harmonique va de pair avec une grande puissance et une grande uniformité. C'est en « son clair » que sa pauvreté harmonique est la plus flagrante ; avec une distorsion, c'est un accord très efficace, qui révèle de la façon la plus pure — précisément par sa pauvreté harmonique — la richesse de la distorsion.
Le nom d'un power chord commence par la lettre de la note la plus grave de l'accord (selon la notation anglaise) et finit par le chiffre 5.
Par exemple, un power chord dont la note la plus grave est mi (E dans la notation anglaise) serait nommé E5.

## Histoire
D'après un article dans Free-Lance Star, l'étendue des possibilités du power chord a été prospectée par le guitariste Link Wray. Le guitariste de blues, Elmore James, a utilisé des power chords à la fin des années 1950, dans sa chanson I Need You.
Le premier véritable tube construit autour de ces power chords est You Really Got Me de The Kinks en 1964.
Les premiers groupes de hard rock et de metal comme Black Sabbath ont contribué à la popularisation de cette technique. Pete Townshend des Who est connu pour son mouvement consistant à faire sonner des power chords en faisant tournoyer son bras. Par la suite, la musique punk et le heavy metal ont abondamment utilisé les power chords. Ces courants musicaux continuent de les employer pour assurer un son puissant.

## Utilisation
Ce type d'accord n'est utilisé que très exceptionnellement dans des musiques où la richesse harmonique est capitale, comme le jazz. En revanche, dans les styles musicaux où la puissance importe plus que l'harmonie interne des accords — par opposition à l'harmonie des différents accords entre eux, qui n'est pas négligée — comme le hard rock, cet accord est très largement utilisé.
Cet accord est très facile à jouer à la guitare, puisque deux doigts suffisent, au maximum trois. Il est de plus très facilement transposable : quelle que soit la tonique, la position des doigts est toujours exactement la même sur le manche — contrairement aux accords plus complexes, incluant par exemple des tierces, qui sont joués différemment selon la tonique et l'endroit du manche où l'on se trouve. Si la guitare est accordée en Drop D, alors sa sixième et sa cinquième corde (et sa quatrième si l'octave est ajoutée) forment automatiquement un power chord en Ré et un seul doigt est nécessaire pour le transposer sur le manche.

## Exemples
Voici, successivement, les tablatures de power chords de mi, la, fa dièse, do, et un autre mi (plus aigu que le premier). Comme on peut le voir, la transposition des power chords sur le manche est triviale, les rendant accessibles à tous.
```
-----------------------
-----------------------
------2---------5----9-
-2----2----4----5----9-
-2----0----4----3----7-
-0---------2-----------
 E5   A5  F#5   C5   E5
```

Et voici d'autres exemples de power chord, dont certains sont différents des formes précédentes. On remarque qu'ils se jouent sur toutes les cordes, mais que certaines formes sont plus compliquées. Les notes marquées entre parenthèses sont théoriquement facultatives.
```
        
G5
     
A5
     
D5
     
E5
     
G5
     
A5
     
D5
     
A5

E||----------------------------------------------(10)---(5)----|
B||--------------------------------(8)----(10)----10-----5-----|
G||------------------(7)----(9)-----7------9------7------2-----|
D||----(5)----(7)-----7------9------5------7-------------------|
A||-----5------7------5------7---------------------------------|
E||-----3------5-----------------------------------------------|
```